# U-Boot Tipo VII
Lo U-Boot Tipo VII è stata una classe di sommergibile oceanico tedesco, attivo tra la seconda metà degli anni trenta e la fine della seconda guerra mondiale.
Si tratta di un battello di dimensioni relativamente ridotte, caratterizzato da una ottima manovrabilità e da una buona rapidità di immersione.
Il progetto del Tipo VII fu scelto scartando lo studio del precedente Tipo I-A, ciò soprattutto per la mole inferiore che permetteva la produzione di più U-Boot all'interno dei limiti di dislocamento imposti dal Trattato di Pace firmato dalla Germania alla fine della Prima Guerra Mondiale. Il progetto del tipo VII formò la spina dorsale della Flotta U-Boot con più di 700 sommergibili di tutti i sottotipi completati, rendendolo di gran lunga il Tipo di U-Boot prodotto nel maggior numero.

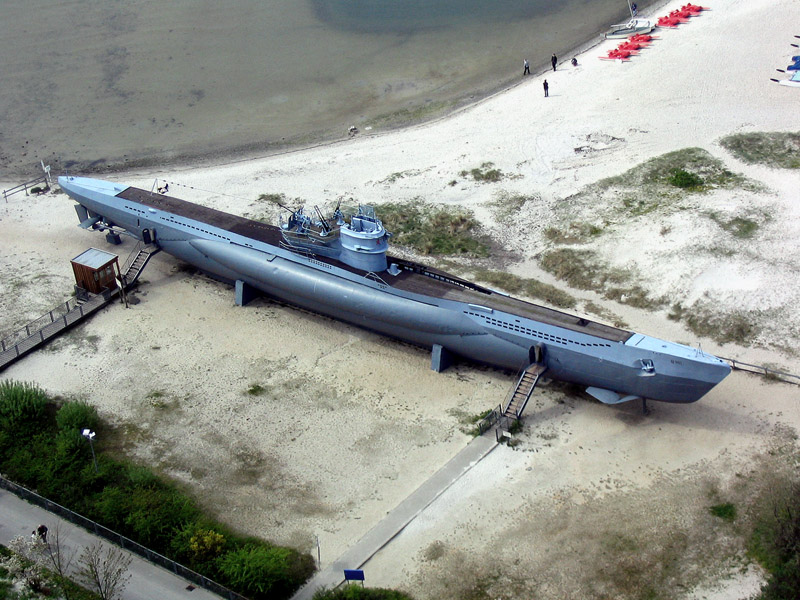
Un U-Boot Tipo VII C/41

La Regia Marina italiana doveva essere fornita di 9 di questi battelli (U-428, U-746, U-747, U-429, U-748, U-430, U-749, U-1161 e U-750, ribattezzati nell'ordine da S1 a S9) che avrebbero composto la Classe S in cambio di 9 battelli italiani stanziati a BETASOM (da riconvertire al trasporto di metalli rari e prodotti preziosi per l'industria bellica da e per l'Estremo Oriente), ma l'Armistizio di Cassibile causò l'annullamento della consegna.

## Impiego bellico
Il tipo VII fu il sommergibile più utilizzato dalla Germania durante la seconda guerra mondiale, in particolar modo nella Battaglia dell'Atlantico, della quale fu assoluto protagonista. La larga maggioranza degli Assi dei sommergibili tedeschi della seconda guerra mondiale ottenne i propri successi su questi battelli. Sebbene le sue ridotte dimensioni ne facessero un battello particolarmente scomodo per qualità della vita a bordo, si rivelò il sommergibile più adatto alla navigazione in Atlantico e fu fin da subito letale per i convogli mercantili alleati, ai quali i cosiddetti "branchi di lupi" (formazioni di U-Boot che sferravano attacchi in simultanea) inflissero enormi perdite. Solitamente i tipo VII sferravano attacchi in notturna in emersione, per poter contare su una maggiore velocità e su una maggiore possibilità di non essere avvistati durante la delicata fase di approccio e durante il lancio dei siluri. Subito dopo l'attacco il sommergibile invertiva la rotta o si immergeva per sfuggire alle unità di scorta nemiche, che non appena ne individuavano la posizione approssimativa iniziavano il lungo rastrellamento con l'utilizzo dell'Asdic e delle bombe di profondità, dando inizio ad un inseguimento che poteva durare giorni interi e che era il peggior incubo di ogni sommergibilista. Non di rado tuttavia i tipo VII effettuavano anche attacchi in immersione da quota periscopica.
La tattica del "branco di lupi" ideata da Dönitz prevedeva che non appena un sommergibile avvistasse un convoglio informasse immediatamente il BdU (il comando della flotta sottomarina) rivelandone la posizione. Il BdU dava poi ordine a tutti i sommergibili presenti nella zona di confluire in un determinato punto dal quale il branco iniziava l'inseguimento. L'attacco avveniva in simultanea, solitamente dopo aver seguito il convoglio per diverse ore (in attesa dell'oscurità) con i diversi sommergibili che puntavano a diverse navi del convoglio.
Questa tattica si rivelò fin da subito molto efficace ma fu più volte limitata dalla quantità di sommergibili operativi in Atlantico e dalle sempre più efficaci misure antisommergibile adottate dagli alleati, che vennero modificate e migliorate svariate volte nel corso della guerra.
Nell'evolversi del conflitto in Atlantico, il peggior avversario di ogni U-Boot si rivelò l'aereo: la Germania infatti non riuscì mai ad esercitare un controllo degli spazi aerei anche solo parziale sui mari interessati dal conflitto, mentre gli alleati anno dopo anno intensificarono sempre di più la loro copertura aerea antisommergibile, equipaggiando bombardieri a lungo raggio con bombe di profondità e impianti radar e utilizzando oltre alle basi inglesi anche basi in Islanda e Groenlandia. Già a metà del 1943 per qualunque sommergibile tedesco era proibitivo pensare di navigare in emersione negli orari diurni, anche solo per poche ore.

## Tipo VII-B
La variante originale del Tipo VII aveva un tubo di lancio posteriore che era montato esternamente. Questa soluzione fu poi corretta nel Tipo VII-C, che era dotato di una camera di lancio di poppa e dello spazio per una ricarica per il singolo tubo di lancio poppiero. Il Tipo VII-B era anche equipaggiato con dei compartimenti stagni sul ponte superiore che erano utilizzati per riporre ricariche siluro addizionali. Il Tipo VII-B era anche dotato di autonomia addizionale e più velocità rispetto alla variante originale, permettendo di inoltrarsi più all'interno dell'Oceano Atlantico. Varato la prima volta nel 1938. Questa classe include gli U Boot dei maggiori assi di U boot ad esempio quello di Günther Prien (U 47), o l'U 48
- Dislocamento: 753 tonnellate (in emersione), 857 (in immersione)
- Lunghezza: 66,5 m
- Larghezza: 6,2 m
- Pescaggio: 4,7 m
- Velocità massima: 17,2 (in emersione), 8,0 nodi (in immersione)
- Autonomia: 6500 mn (a 12 nodi in emersione), 90 mn (a 4 nodi in immersione)
- Profondità: 150 m (operativa), 225 m (massima)
- Tempo di immersione: 30 s
- Tubi lanciasiluri: 4 a prua, 1 a poppa
- Ricariche: 7 interne, 2 esterne
- Cannoni: 1 cannone navale 8,8 cm SK C/35 da 88 mm, 1 mitragliatrice antiaerea 2 cm FlaK da 20 mm

## Tipo VII-C

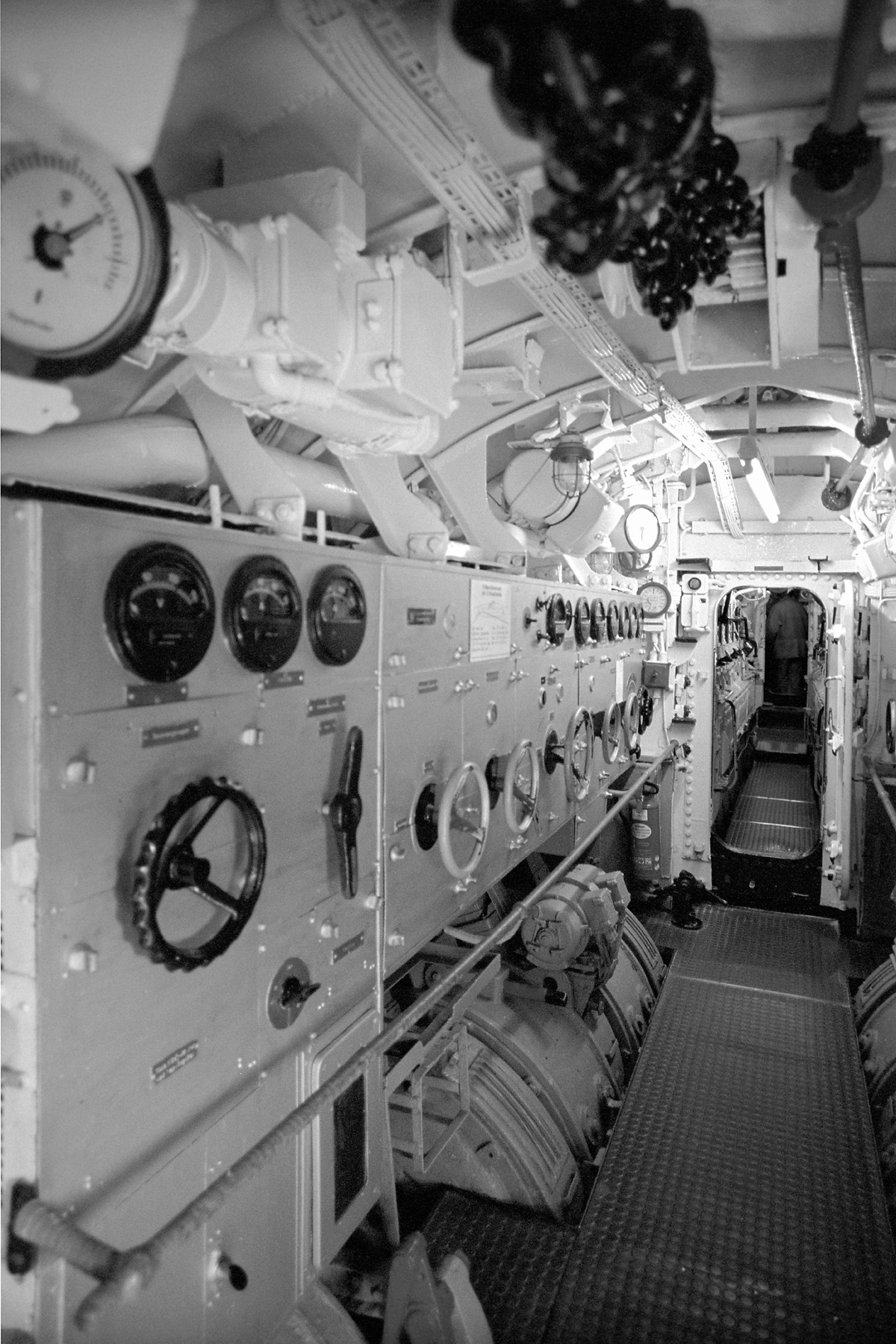
La sala degli elettromotori di un U-boot tipo VII-C, ripresa guardando verso prua: oltre la paratia sono visibili i motori diesel. In navigazione i motoristi erano i più importanti componenti dell'equipaggio e l'ufficiale di macchina era spesso l'uomo-chiave, assieme al comandante, per l'efficienza del battello.

L'impostazione del battello prevedeva uno scafo a pressione esterno, lo scafo vero e proprio del sommergibile, ed uno scafo resistente, una specie di cilindro di acciaio costruito per resistere alle pressioni delle profondità operative e all'interno del quale vi erano tutte le attrezzature, motori, armi, depositi e apparecchi di manovra.

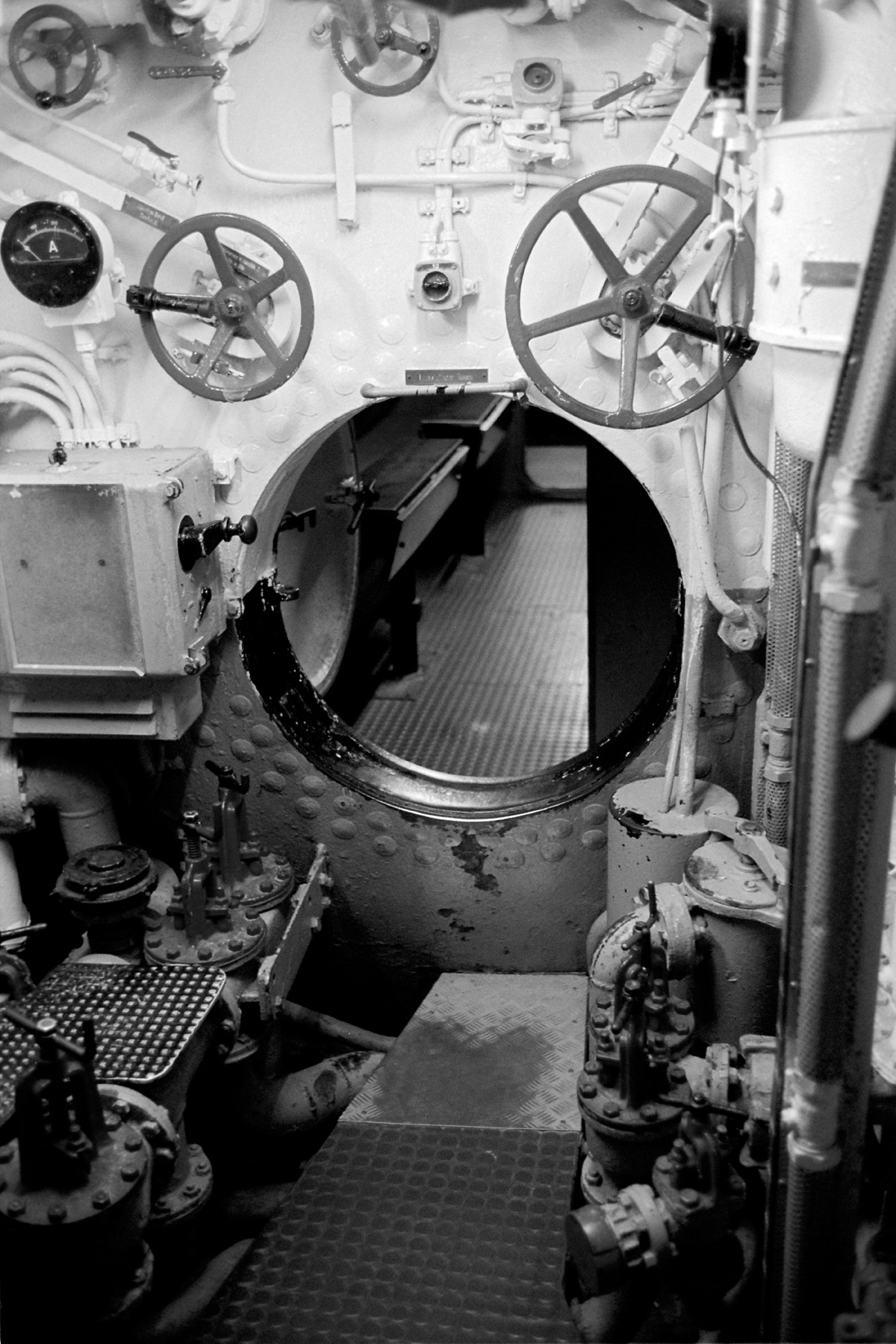
Portello stagno della camera di manovra di un U-boot VII-C, verso poppavia. L'alloggio sottufficiali è subito dietro. Si noti l'estremo sfruttamento dello spazio di bordo.

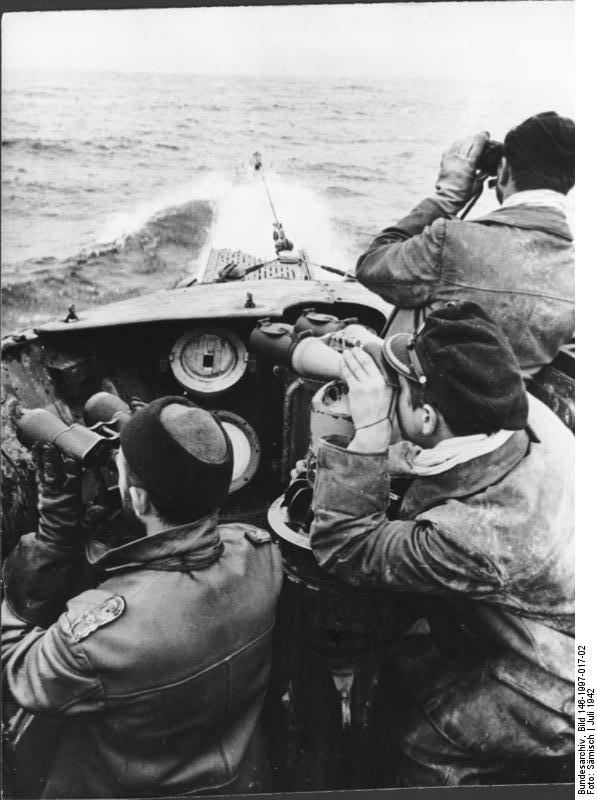
Turno di vedetta di un VII-C in navigazione nel mare del Nord. Le vedette avevano un compito vitale su un U-Boot: avvistare in tempo utile una nave o un aereo nemico.

Il Tipo VII-C rappresenta di gran lunga la variante più numerosa di qualsiasi U-Boot mai costruita, con 577 unità completate alla fine della Guerra. La lunghezza fu incrementata rispetto a quella del VII-B, ma non lo fu la potenza dei motori, portando ad una lieve riduzione nelle prestazioni in immersione. Varato la prima volta nel 1940, le unità di questo tipo formarono la colonna portante delle forze U-Boot impiegate nella Battaglia dell'Atlantico.
- Dislocamento: 769 tonnellate (in emersione), 871 (in immersione)
- Lunghezza: 67,1 m
- Larghezza: 6,2 m
- Pescaggio: 4,74 m
- Velocità massima: 17,7 (in emersione), 7,6 nodi (in immersione)
- Autonomia: 6500 mn (a 12 nodi in emersione), 80 mn (a 4 nodi in immersione)
- Profondità: 150 m (operativa), 220 m (massima)
- Tempo di immersione: 27 s
- Tubi lanciasiluri: 4 a prua, 1 a poppa
- Ricariche: 7 interne, 2 esterne
- Cannoni: 1 cannone navale 8,8 cm SK C/35 da 88 mm

## Tipo VII-C/41
Dovendo fronteggiare i cresciuti sforzi anti-sommergibili Alleati, fu deciso che vi poteva essere spazio per dei miglioramenti nel progetto del Tipo VII-C. Incrementi nello spessore dello scafo in pressione permisero a questa variante di scendere a profondità superiori ed un nuovo disegno della prua migliorò la tenuta del mare.
- Dislocamento: 759 tonnellate (in emersione), 860 (in immersione)
- Lunghezza: 67,2 m
- Larghezza: 6,2 m
- Pescaggio: 4,8 m
- Velocità massima: 17,0 (in emersione), 7,6 nodi (in immersione)
- Autonomia: 6500 mn (a 12 nodi in emersione), 80 mn (a 4 nodi in immersione)
- Profondità: 170 m (operativa), 275 m (massima)
- Tempo di immersione: 25 s
- Tubi lanciasiluri: 4 a prua, 1 a poppa
- Ricariche: 7 interne, 2 esterne
- Cannoni: 1 antiaerea da 20 mm

Il cannone da 88mm fu omesso, in compenso venne potenziata la componente antiaerea con diverse combinazioni. Generalmente due coppie da 20 mm, mentre sulla plancia allargata poteva trovare posto una quadrinata da 20 mm FlaK 38, oppure, come avvenne in seguito con una micidiale 3,7 cm FlaK M42U a canna singola.

## Tipo VII-C/42
Un'ulteriore variante, il Tipo VII-C/42 fu prevista, ma pochi esemplari furono costruiti dal momento che le priorità di costruzione erano concentrate sugli U-Boot di nuova concezione Tipo XXI. Varata per la prima volta nel 1943, questa fu l'ultima grande variante prodotta del Tipo VII.
- Dislocamento: 999 tonnellate (in emersione), 1099 (in immersione)
- Lunghezza: 68,7 m
- Larghezza: 6,7 m
- Pescaggio: 5,1 m
- Velocità massima: 18,6 (in emersione), 8,2 nodi (in immersione)
- Autonomia: 10000 mn (a 12 nodi in emersione), 80 mn (a 4 nodi in immersione)
- Profondità: 250 m (operativa), 350 m (massima)
- Tempo di immersione: 27 s
- Tubi lanciasiluri: 4 a prua, 1 a poppa
- Ricariche: 7 interne, 4 esterne
- Cannoni: 1 antiaerea da 2 cm FlaK 20 mm

## Tipo VII-C/43
Altra variante, rimasta sulla carta, simile al VIIC/42 ma progettata per avere sei tubi lanciasiluri a prua. Le dimensioni generali del battello erano le stesse del tipo VIIC/42. Nessun esemplare venne costruito.

## Tipo VII D
Altra variante designata nel 1939/40 equipaggiata con lanciamine. Composto da 5 tubi verticali situati dietro la torre. 
Solo uno su sei (U 218) è sopravvissuto al conflitto

## Architettura
Partendo dalla prua, il primo locale era occupato dalla sala lancio di prora, dove erano collocati i 4 tubi lanciasiluri con i siluri imbarcati e le ricariche (altri quattro siluri più due sotto i paglioli). Immediatamente a poppavia vi era l'alloggio dell'equipaggio, un angusto locale dove erano stivate 20 cuccette circa (di solito ogni cuccetta serviva per due uomini, uno di servizio e l'altro a riposo). Dietro di esso vi era l'alloggio del comandante (sul lato sinistro) e degli ufficiali (sul lato di dritta, 4 cuccette). Poi, sempre andando a poppavia, c'era la camera di manovra, in corrispondenza della torretta: lì si comandava il battello e si trovavano tutti i comandi dei vari impianti, la radio, l'idrofono, il tavolo nautico, il periscopio e le carte. Quindi, sempre verso poppa, si trovava l'alloggio sottufficiali (6 cuccette ribaltabili), la cambusa, e infine la sala macchine: occupava quasi un terzo dello spazio disponibile, e alloggiava i due motori diesel, uno per lato, che azionavano le due eliche. Immediatamente dietro ai diesel e innestati sugli alberi delle eliche, c'erano i due motori elettrici. il tubo lanciasiluri di poppa, con il siluro imbarcato, si trovava a poppa estrema, sopra gli assi delle eliche e ai due lati di questo c'erano i compressori dell'aria per le casse di zavorra, due grandi compartimenti ellittici saldati sui lati dello scafo: erano provvisti di valvole di allagamento sul bordo inferiore e valvole di sfiato su quello superiore: aprendo le valvole di allagamento le casse si riempivano d'acqua e il sommergibile si immergeva. Pompando aria nella casse di zavorra, invece, l'acqua fuoriusciva e il sommergibile riemergeva.
Sul ponte di coperta erano collocati, apribili con delle speciali chiavi, dei compartimenti a tenuta stagna per le munizioni del cannone, i siluri di riserva (due) e altri materiali. Sotto i paglioli del corridoio centrale interno (il "pavimento" del sommergibile) erano invece collocati gli accumulatori elettrici, le pompe di sentina e le casse di compensazione per equilibrare il battello.
La torretta del battello, collocata a mezzanave, ospitava la plancia esterna, provvista di doppi comandi per la manovra, i pozzi dei periscopi e le antenne radio e la scaletta di accesso alla camera di manovra situata immediatamente sotto la torretta. Sulla piattaforma di poppavia della torretta era collocato il cannone antiaereo di bordo (da 37 o 20 mm). La torretta era munita di una seconda girobussola per la navigazione in emersione e per il puntamento dei siluri, che già dal 1941 in poi avevano un sistema di puntamento elettrico in camera di lancio collegato con la torretta.
All'interno del battello si poteva accedere per tre boccaporti: a poppa, sopra la cambusa, a prua, sopra la camera di lancio, e dalla torretta. Due paratie stagne con portelli a pressione separavano lo spazio interno del sommergibile in tre compartimenti.

## Vita a bordo e composizione dell'equipaggio
Gli equipaggi dei tipo VII vivevano una vita durissima, anche per quelli che erano gli standard dei sommergibilisti dell'epoca. Quasi tutte le condizioni di vita a bordo di questi battelli erano infatti di grave disagio. 
Lo spazio abitativo era in pratica assente. Ad eccezione degli ufficiali, tutti gli uomini dividevano la loro cuccetta con un altro membro dell'equipaggio, dormendovi a turno mentre il commilitone era in servizio, eppure nemmeno così lo spazio bastava: nel locale di prora erano infatti utilizzate anche delle amache. L'acqua potabile era poca e di sapore cattivo, il rumore dei motori era sempre presente, l'aria era viziata e appestata dai gas rilasciati dai motori diesel e dagli odori che derivavano dalle oggettive difficoltà di lavarsi. A causa della mancanza di spazio gli uomini non potevano portare a bordo vestiti di ricambio. Come se ciò non bastasse, quando i vestiti si bagnavano (eventualità assai comune) era spesso difficile asciugarli. Nessuno si radeva. Anche la qualità del cibo, che all'inizio della missione era ottima e rappresentava di fatto l'unico confort a bordo (nonostante le ristrettezze della guerra ai sommergibilisti erano forniti viveri di prima qualità) peggiorava in fretta col passare del tempo, a causa della onnipresente umidità e dell'assenza di un deposito per i viveri (che erano sistemati ovunque ci fosse spazio, inclusi il bagno e la sala di comando). I pochi alcolici disponibili erano permessi solo in occasioni speciali, come l'affondamento di una nave nemica o il rientro vittorioso da una missione.
Questi battelli erano inoltre privi di qualunque sistema di controllo termico: navigando in zone fredde si congelava, in zone calde si soffocava.
A questo si aggiungevano turni di lavoro massacranti. A bordo ciascun marinaio aveva almeno due incarichi. L'unico a svolgere una sola mansione era il cuciniere, la cui cambusa doveva però essere sempre in attività per consentire a tutti gli uomini di poter consumare almeno un pasto caldo al giorno.
L'età media degli equipaggi era di soli 21 anni. Il comandante (che era sempre il membro più anziano) raramente superava i 30 anni e molti marinai spesso ne avevano meno di 20. Non a caso, su ogni U-Boot il comandante era soprannominato dall'equipaggio Der Alte (il vecchio). 
L'equipaggio (escludendo quindi gli ufficiali e i cucinieri) era sostanzialmente diviso in due categorie: i marinai e gli addetti ai motori. I marinai a loro volta si dividevano in addetti ai siluri, addetti alla navigazione e operatori radio/idrofonici. Gli addetti ai motori erano invece divisi in addetti ai diesel a addetti agli elettromotori. I marinai montavano a turni di 8 ore ciascuno, mentre i macchinisti in turni di 6. 
La vita di bordo dei marinai ruotava intorno ai turni di vedetta, della durata di due ore, durante i quali cinque uomini stavano in torretta muniti di binocoli, scrutando l'orizzonte alla ricerca di navi nemiche, ma sempre attenti anche al cielo, a causa della costante minaccia rappresentata dagli aerei. Molto pesanti in ogni situazione, in condizioni di maltempo (specie a certe latitudini) i turni in vedetta erano una vera e propria tortura. Esposti al caldo e al freddo, al vento e alle onde, spesso fradici, su una piccola piattaforma instabile, i marinai non potevano distrarsi nemmeno per un secondo a rischio della vita loro e dei loro compagni. Notevoli, in condizioni di mare mosso o di tempesta, erano i rischi di venire sbalzati fuori dalla torretta con possibilità assai basse di essere salvati.
Gli operatori radio e idrofonici dovevano trascorrere i loro turni di guardia in modo simile alle vedette, attenti ai rumori che sentivano in cuffia e a interpretarli in maniera corretta.
Molto faticose erano le mansioni degli addetti ai siluri, armi complesse che necessitavano di una manutenzione costante e precisa. Per essere controllati e preparati i siluri venivano agganciati al soffitto con delle catene e poi mossi tramite delle carrucole azionate manualmente dagli uomini, che prima di riporli nei tubi di lancio dovevano sempre ungerli con del grasso per facilitarne l'uscita quando venivano lanciati. I siluristi vivevano direttamente nel locale di prora, chiamato anche Torpedoraum (sala siluri) nel quale lavoravano, mangiavano e dormivano, a causa della mancanza di spazio per loro negli altri locali del sommergibile.
Ancora più ardua, se possibile, era la vita dei macchinisti, che come detto erano divisi in addetti ai diesel e addetti agli elettromotori. I primi (più numerosi) svolgevano mansioni estenuanti a livello fisico e assai complesse a livello tecnico in un ambiente angusto dominato dal frastuono, dalle perdite di nafta e dai gas di scarico dei motori. Oltre al perfetto stato dei due motori Diesel dovevano tenere sempre controllato anche il consumo di carburante, aspetto cruciale della navigazione di ogni U-Boot. Subito dietro la sala dei Diesel era situata la sala dei motori elettrici (che venivano utilizzati in immersione) dove operavano gli addetti agli elettromotori, costantemente impegnati nella delicatissima manutenzione dell'impianto elettrico e delle sue batterie, che si ricaricavano tramite l'utilizzo dei diesel. I macchinisti erano gli unici membri dell'equipaggio che non partecipavano ai turni di vedetta e gli unici che non potevano recarsi a prua quando veniva dato l'ordine di immersione rapida (l'equipaggio si affollava in camera di lancio di prua per "appruare", cioè spostare il baricentro del battello in modo che si inclinasse di prua). Il lavoro in sala macchine era diretto dal capo ingegnere (che per questo motivo veniva chiamato anche "direttore di macchina") rendendolo quindi l'unico locale del sommergibile che non rispondeva direttamente al comandante, il quale si limitava a ordinare rotta e velocità.
Quando erano liberi dai turni gli uomini erano costretti a stare quasi immobili a causa della mancanza di spazio, in condizioni di attesa snervante e con la consapevolezza dell'assurdità della condizione nella quale si trovavano. Non di rado, inoltre, si verificavano perdite di gas di scarico dai motori che obbligavano l'equipaggio a portare per ore gli autorespiratori di cui ognuno era dotato. In caso di attacco nemico, da aereo o da nave, le immersioni erano a volte tanto prolungate che anche in quel caso gli autorespiratori erano necessari. Molto rischioso era anche il contatto dell'acqua con le batterie dei motori elettrici (situate al di sotto dello scafo per tutta la lunghezza del sommergibile) che produceva un acido cloridrico particolarmente tossico che se respirato in dosi eccessive risultava letale. 
A causa di tutto questo, su ogni U-Boot sorgeva il delicato problema delle condizioni psicologiche dei marinai: parecchie settimane trascorse in mare, chiusi negli spazi angusti del sommergibile, in un'atmosfera da incubo e costretti a ogni sorta di disagio logoravano la mente e il fisico quanto la determinazione al combattimento, rendendo spesso difficile mantenere elevato lo spirito battagliero dell'equipaggio. Al termine di una missione gli uomini erano esauriti, provati dalla mancanza di sonno, dal carico di lavoro che avevano svolto a bordo e soprattutto dal terrore e dallo stress accumulati negli attacchi subiti. Spettava al comandante, al suo carisma e alla sua sicurezza infondere nei suoi uomini ottimismo ed equilibrio per quanto possibile in quelle angosciose condizioni.
Il comandante, di solito un Kapitänleutnant o Ka-Leut doveva perciò essere, oltre che assolutamente competente e preparato, anche carismatico e capace di interpretare l'umore dell'equipaggio.

## Letteratura
Numerosi sono i romanzi e libri dedicati alla vita e alle imprese dei sommergibili tipo VII: il più rimarchevole è U-Boot: il sommergibile di Lothar-Günther Buchheim (1975), che descrive in modo molto vivido ed efficace l'esperienza dell'autore a bordo del battello U-96.

## Filmografia
Di particolare interesse è il lungometraggio tedesco Das Boot (uscito in Italia con il titolo U-Boot 96) che racconta le vicende di un U-Boot tipo VII impegnato in una pattuglia in pieno Atlantico settentrionale nel 1941. Il film ricostruisce con enorme fedeltà sia l'aspetto del sommergibile che le difficoltà e la durezza della vita a bordo. La sceneggiatura trae spunto anche da episodi avvenuti al vero U-96, appartenuto al Tipo VII-C.